# Tenuipalpus uvae
Tenuipalpus uvae är en spindeldjursart som beskrevs av De Leon 1962. Tenuipalpus uvae ingår i släktet Tenuipalpus och familjen Tenuipalpidae. Inga underarter finns listade i Catalogue of Life.